# Missulena reflexa
Missulena reflexa is een spin binnen het geslacht der Missulena binnen het geslacht Missulena en de familie muisspinnen. De spin is vrij gevaarlijk door het neurotoxisch gif. Ze komt voor in Zuid-Australië.
De beet van deze soort is erg gevaarlijk, alhoewel dodelijke slachtoffers erg zelden zijn. Het enige middel tegen een beet is een onmiddellijke toediening van een tegengif. De cheliceren (gifkaken) zijn vrij groot en kunnen bij de mens lelijke open wonden veroorzaken.

## Voedsel
Deze spin eet voornamelijk insecten, waaronder wespen, en andere geleedpotigen als duizendpoten en schorpioenen.

## Habitat
Net zoals de valdeurspinnen leeft deze spin ook in een zelfgegraven hol (tot 35 cm diep), dat wordt afgesloten met een deksel. De vrouwtjes blijven meestal hun hele leven in hetzelfde hol wonen, de mannetjes veranderen regelmatig van hol.